# La Crucifixion avec la Vierge, saint Jean et un donateur
La Crucifixion avec la Vierge, saint Jean et un donateur – ou simplement La Crucifixion – est un tableau attribué au peintre allemand Albrecht Dürer, qui l'aurait réalisé à Bâle vers 1492-1493. De format horizontal, cette huile sur bois est une peinture religieuse qui représente Jésus-Christ crucifié entre Marie et Jean, avec à genoux au pied de la Croix un évêque, le portrait du donateur Kaspar zu Rhein (de), identifiable par ses armoiries et représenté à une échelle beaucoup plus petite que les principaux personnages, au mépris de la perspective linéaire pour son appartenance au monde terrestre. L'œuvre est conservée au musée Jeanne-d'Aboville de La Fère, dans l'Aisne, en France. Elle était attribué à Martin Schongauer jusqu'à ce qu'un réexamen commencé fin 2023 la rende à son jeune suiveur.